# 京包铁路
京包铁路是一条由北京市通往内蒙古自治区包头市的铁路。线路实际起点昌平站，运营起点北京北站，里程计算起点在京沪铁路北京丰台站西4千米处的柳村线路所，终点包头站。途径北京市、河北省、山西省、内蒙古自治区。线路全长824公里，除昌平至沙城段外均为电气化复线铁路。

## 历史

### 清朝时期

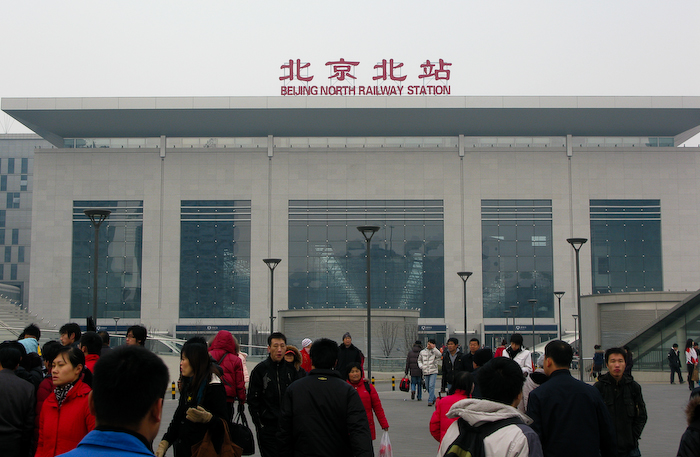
2009年1月启用的新北京北站，是京包铁路现在的起点站。

京包铁路的首段（北京至张家口段）原为京张铁路，始建于清朝光绪三十一年（1905年），由詹天佑设计并主持修建，1909年9月24日通至张家口市。最初的线路起自丰台站，由西直門經沙河、南口、进入关沟居庸關，到达青龙桥，以长度1092米的八达岭隧道穿越八达岭长城，下坡沿军都山山麓到康庄，穿越今官厅水库淹没区至狼山进入懷來丘陵地带，过土木、沙城，再从桑干河支流的洋河谷地行进至雞鳴驛、宣化，最后抵达張家口，全長約201.2千米。
1907年3月，京门支线（现为京门铁路）开工建设，为京张铁路运煤支线，次年9月竣工。

### 民国时期

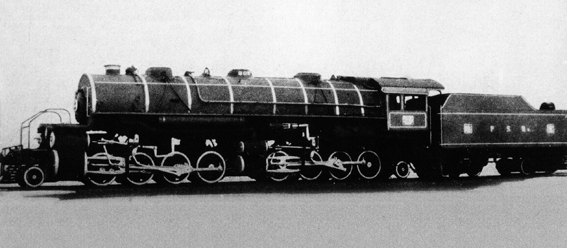
京绥铁路时期用于南口-康庄段的马莱4型蒸汽机车

京张铁路通车后逐段向西展筑，1911年11月，张家口至阳高段完工。长56.6公里的阳高至大同段线路因辛亥革命爆发而停工，1912年12月正式复工，1914年1月阳大段通车。
1914年3月，全长44.8公里的大同至丰镇段开工，1915年9月通车。
1915年6月北京环城线开工，同年12月完工。环城线由北京西直门站开始，沿北京城的北城墙，自北向东，连接至京奉铁路东便门站，全长12.6公里。
大丰段竣工后，本应继续向西续建，但因军阀混战，续建工程被迫中断。
1918年4月，为了解决所需路煤燃料，京绥铁路局在大同新建了至烟煤产区口泉的口泉支线，线路全长19.18公里，同年9月通车。12月在河北宣化建设了宣化至水磨坊对岸，长8.65公里的水磨支线，该支线为运输烟筒山铁矿矿砂的轻便铁路，后因铁矿公司倒闭，于1922年被拆除。
在停工长达四年之久后，1919年8月全长240.3公里的丰镇至绥远段线路开工，铁路线进入绥远境内。1921年5月1日全线完工，更名为平綏鐵路（北平-歸綏（今呼和浩特））。
在平绥铁路全线开通仅5个月之后，149.6公里的绥远至包头段开始修建。线路自绥远向西，在大青山南麓与大黑河之间，经毕克齐、察素齐、陶思浩、萨拉齐至包头北重站。1923年1月完工通车，至此该路全线建成，当时全长817.9公里。

### 日占时期
1939年6月日本占领期间，为了运输煤炭资源，在包头至召沟间建设了大青山支线，全长41.4公里，工程于1940年7月建成，1945年该支线被拆除。1939年9月，日本在原有京门铁路基础上，为掠夺大台一带的煤炭资源，修建了京门铁路延长线，即大台支线，该线路起自京门铁路门头沟站，向西经色树坟站、过落坡岭站至大台站，全长30.4公里，工程于1940年5月完工。
1940年12月，为了掠夺龙烟煤矿的煤炭资源，日本修建了宣庞支线（今宣庞铁路），支线全长40公里，走向从宣化向东略北，至庞家堡止。该支线前后施工长达四年，最终于1944年12月全线完工。

### 第二次国共内战时期
第二次国共内战导致平绥铁路屡遭破坏，特别是平津战役期间，主战线即沿平绥铁路一线铺开，平绥铁路遭到较为严重的破坏，通车时断时续。

### 中华人民共和国时期

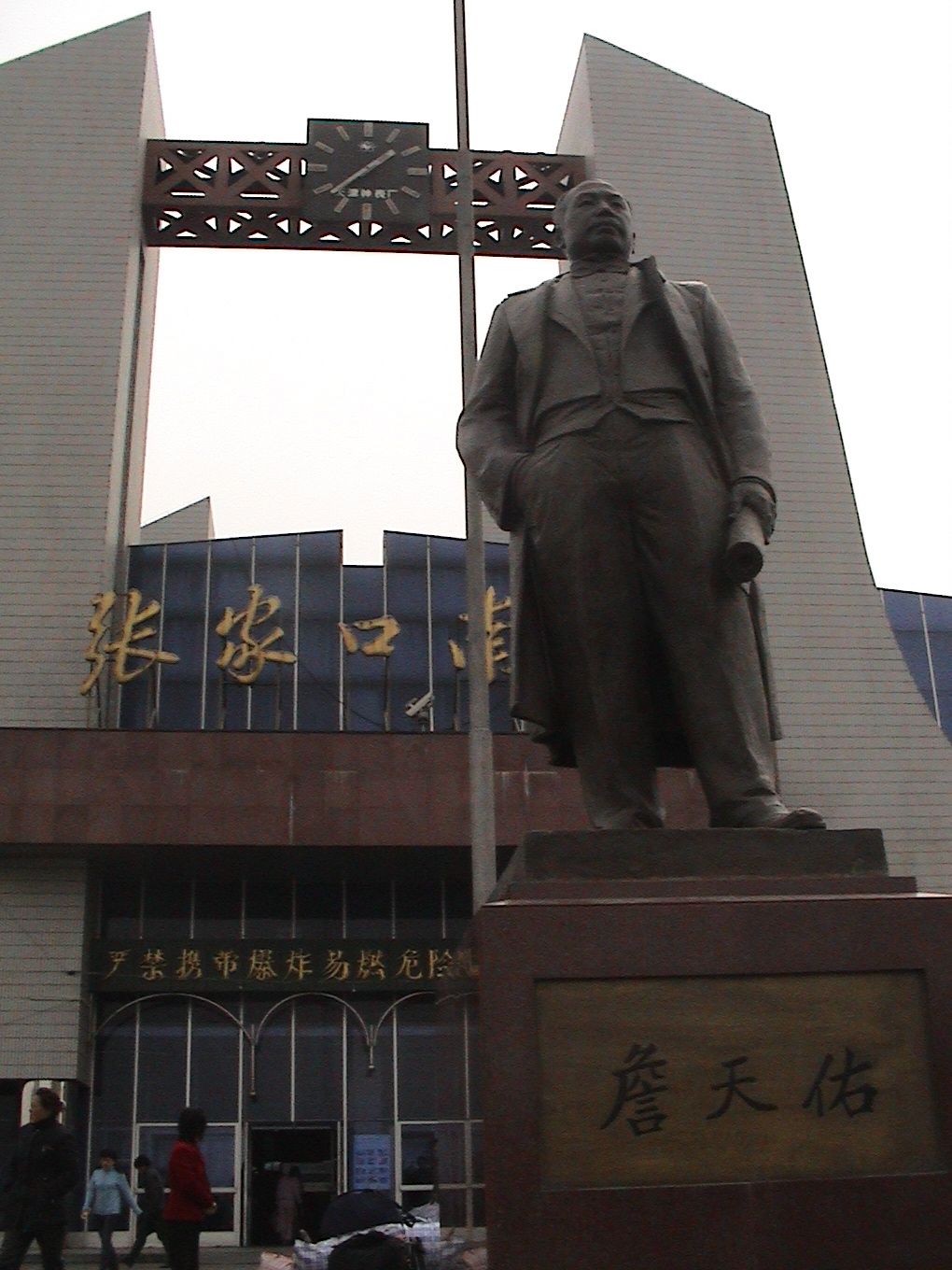
京包铁路首段通车至张家口，这是当时的京包铁路张家口南站(现张家口站)，前为詹天佑铜像。

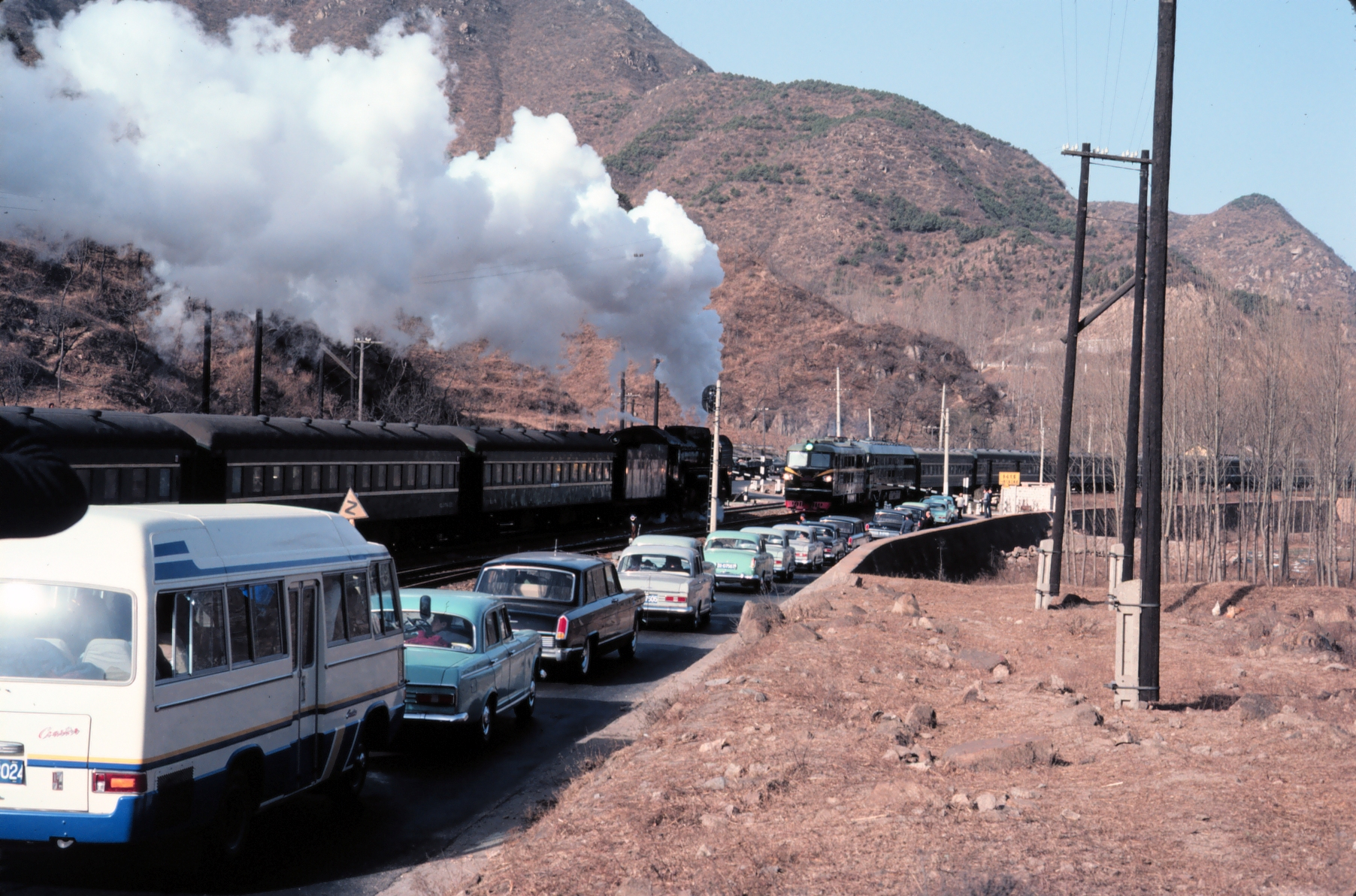
1979年老京包线上行驶的旅客列车

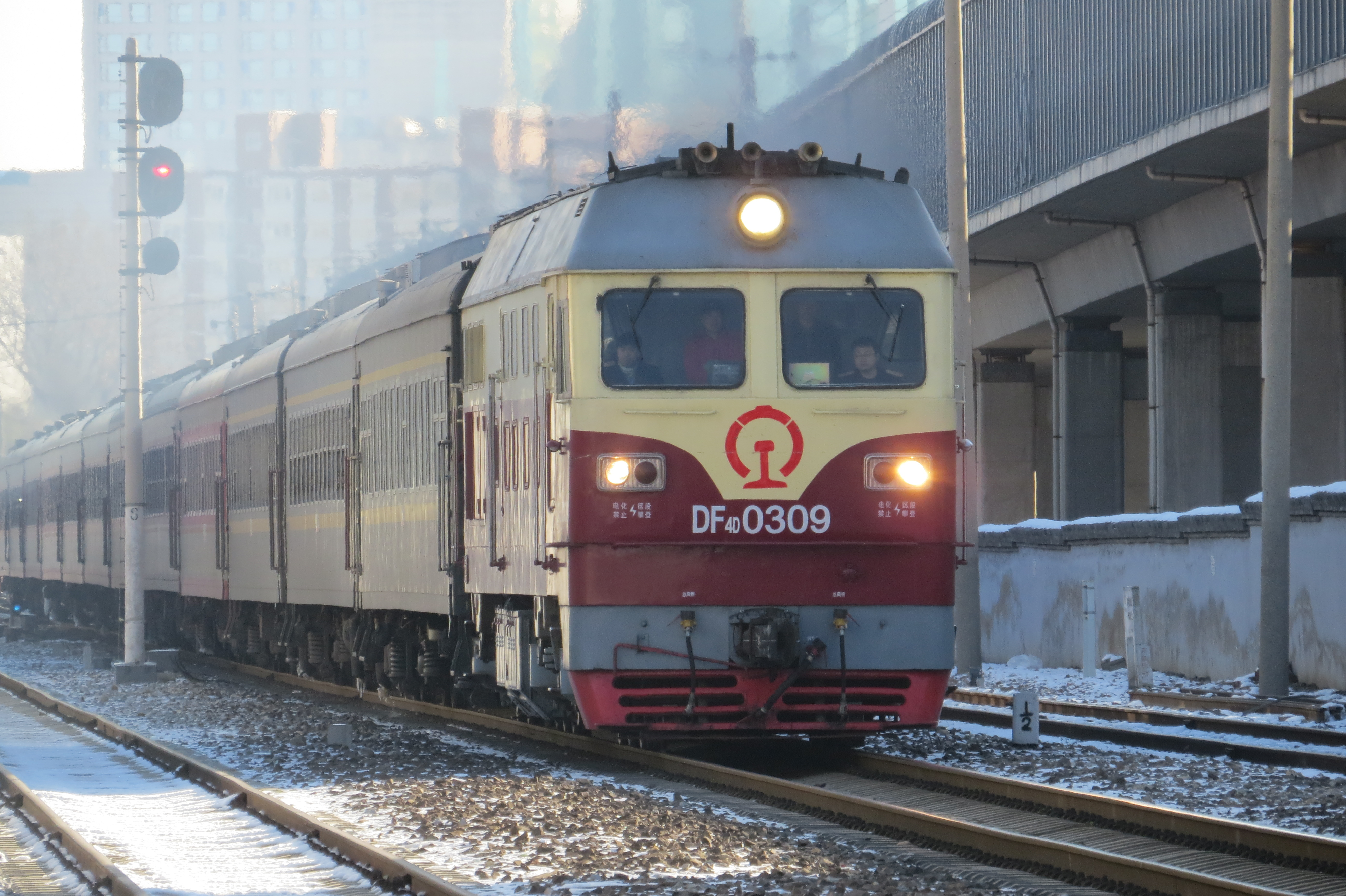
2016年11月以前，京包线北京段除S2线市郊列车外仍有部分图定普速列车运行，其中部分列车（如图中的1801/1802次列车）过昌平站后转往京通铁路上运行

中华人民共和国成立后，首先对全国遭受战争破坏的基础设施进行了大规模的修复和重建。遭受重创的平绥铁路也于1949年10月修复通车，正式更名为京包铁路。
1953年10月，因在永定河上游建设官厅水库，康庄站至狼山站段线路位于待建水库的蓄洪区内，遂对该段铁路进行改线工程。工程须改线15.91公里，废弃妫水河站，并以新建的全长654米，高26米的妫水河大桥和两端桥头高22米以上的透水路堤跨越水库。1954年12月改线工程完工，并于次年3月交付运营。
1955年11月，沙城站至郭磊庄站段改线及复线工程开工，1958年11月完工。这是京包铁路全线首个进行复线建设的区段。
1956年3月，京包铁路包石支线重建工程开工。包石支线又名石拐子支线，西接包头二道沙河站，东经石拐子站至水磨滩站，全长31.7公里。线路行经河谷地带，穿越大东沟、石拐沟分水岭，河道弯多水急，线路随河就弯，逢沟设桥，桥涵数量达到每公里4座，半径250米的曲线占到总长度的30%。1958年11月，工程完工并于当月正式交付使用。同月（1956年3月），郭磊庄站至大同站段的线路改建和复线工程正式开工，因中苏交恶及文化大革命的严重影响，该段线路改造与复线施工几经反复，最终于1974年全面完工投入使用。
1957年8月，京包铁路包头枢纽环线开工建设，环线全长29.2公里，自包头东站至昆都仑召站止。1962年12月工程全部完工，交付使用。
1958年7月，大同站至包头站段的线路改建和复线工程正式开工。
1959年2月，宣化大林堡支线新建工程开工。线路计划由原京包铁路宣庞支线（今宣庞铁路）的李大人庄站引出，通往河北省赤城县境内，经黄草壤、龙关至八里庄附近，然后深入大林堡矿区，作为矿石运输专用线路，全长50.19公里。线路行经黄土丘陵的赵川盆地和龙关盆地，穿越黄草岭山岳地带。由于中苏交恶，工程于当年年末停工，1960年6月复工，1961年彻底停建。施工期间仅进行了部分路段的路基施工，全线直至停建，并未铺轨。
1960年1月，京包铁路在北京地区的辅助线路，北京枢纽东北环线（今双沙铁路）新建工程开工。新建线路自百子湾东侧信号所开始，向北后折向西，止于京包铁路K28乘降所（原为28公里信号所），线路全长32.1公里，1966年12月建成正式投入运营。同年2月，西直门站至河北沙城站区段复线工程开工，因中苏交恶，施工于1961年7月下马。其中，在原“人”字形铁路青龙桥站附近新建青龙桥西站。青龙桥西站与青龙桥站相距不足1公里，原本拟扩建青龙桥站，增加到发线，但因附近地形限制，建成了纵列式的新站场。青龙桥西站投入运营后，青龙桥站只接、发开往北京方向的上行列车；青龙桥西站则只接、发开往包头方向的下行列车。

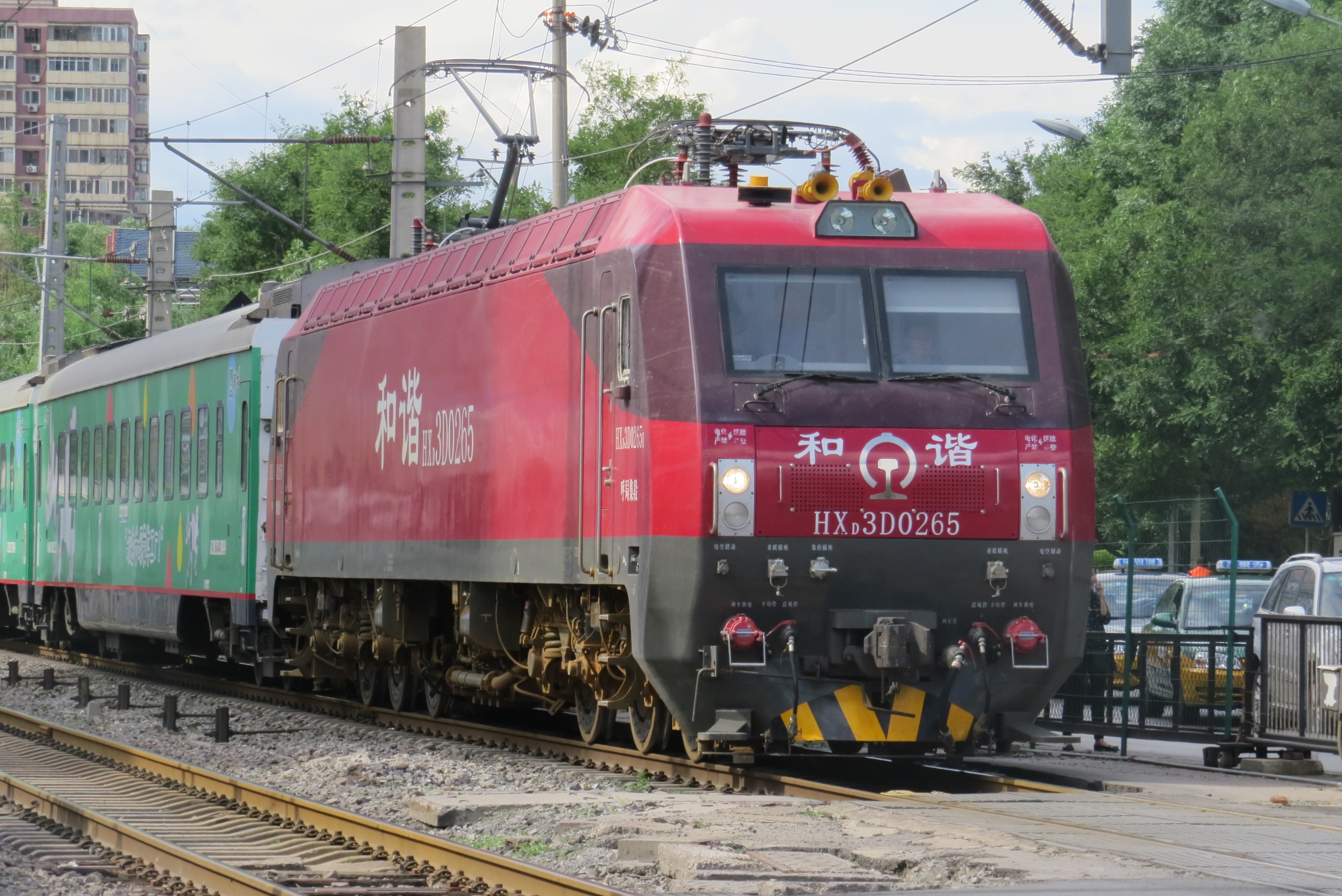
京包线上的多数进京旅客列车通过丰沙线接入北京铁路枢纽，进入北京西站的列车在丰台-手帕口间经由的线路曾是京包线的一部分；图为北京西至呼和浩特的Z315/316次列车通过手帕口铁路道口

京包铁路最初起始点为北京丰台的柳村。1968年，丰台至广安门站向北，经宣武区手帕口至西直门火车站的一段铁路拆除，西直门火车站（北京北站）成为京包铁路始发终到客站。现在京包铁路沿线公里标还是以北京丰台柳村0公里标开始计算，并未随着改动，实际正线则缩短12公里。广安门至柳村一段后来成为京九铁路的一部分，柳村-丰台段则以柳村五线的名义成为京九线至丰台站的联络线，丰沙线至北京西站的列车均经过这段老京张线。
1971年7月，北京境内的西北环铁开工建设。该线路全长33.3公里，连接京包铁路沙河站和丰沙铁路三家店站，是北京地区重要的铁路联络线之一。于1979年12月初步建成，前后历时8年之久。
1977年4月开始，沙城站至大同站之间线路安装全线自动闭塞，同年年底完工。
1981年4月，京包铁路进行电气化改造，自北京，经沙城、张家口南(现张家口)、大同，至口泉铁路上的口泉站止，电气化改造总里程共计379公里。
1983年4月3日，京包铁路与陇海铁路、兰新铁路及包兰铁路四大线路的旅客列车扩大编组试验结束。根据试验结果，铁道部决定对以上四条干线的共计17对旅客快速列车陆续实施扩大编组，共计可扩编29辆，相当于每日增开3对列车，每天可提高长途旅客运能达9000多人。
1983年11月11日，京包铁路老张家口站至永定门间运营的515/516次旅客列车被铁道部命名为“文明列车”，并被授予“文明列车”光荣牌。这是铁道部自1980年提出加强中间站、慢车工作后，在落实“三上一下两杜绝”和创建“三优文明路”中，京包铁路线上唯一获奖的车次。
1984年12月30日，历时3年半的京包铁路北京至大同间复线电气化改造完成，伴随丰沙铁路的电气化改造完成，丰沙大电气化铁路通道正式开通，全线投入运营。京包铁路北京至大同段成为丰沙大电气化铁路最为重要的组成部分。该线在大秦铁路建成前后，均是晋煤外运的重要通道之一，虽然经过多次技术改造，并由单线改为复线，由蒸汽机车牵引改为部分内燃机车牵引，由半自动闭塞改为自动闭塞，却仍然满足不了运量增长的需要。实现电气化后，年运输能力将由5000余万吨逐步提升至6000万吨以上。
1987年11月6日，位于京包铁路八达岭段最高点处的詹天佑纪念馆建成并正式开馆。纪念馆设瞻仰厅、序幕厅和陈列厅，瞻仰厅正面为詹天佑全身大幅照片，并在上首悬挂周恩来题字：“中国人的光荣”。
1990年3月10日，大同站至包头站段的线路改建和复线工程全面完工。大包段复线工程早于1958年就已开工，因内外多方面因素导致工程几次停复工，历时32年之久方才完成。至此，京包铁路实现全线复线通车。
1996年5月22日，跨官厅水库的妫水河大桥新桥开工建设。原桥开通运营43年来，由于冬季屡次受到冰害影响，全桥19个桥墩先后被冰挤断10个，多次造成铁路断道，影响正常的客货运输。后决定在原桥下游（南侧）30米处新建大桥。1997年12月2日新桥完工通入运营，京包铁路改走新桥，旧桥被弃置拆除，现仅存桥墩。新妫水河大桥正桥和引桥全长852.64米，水中墩高14.7米，承台直径18米，厚3.5米。该桥墩台基础结构坚固，完全可以抵御冰害的影响。

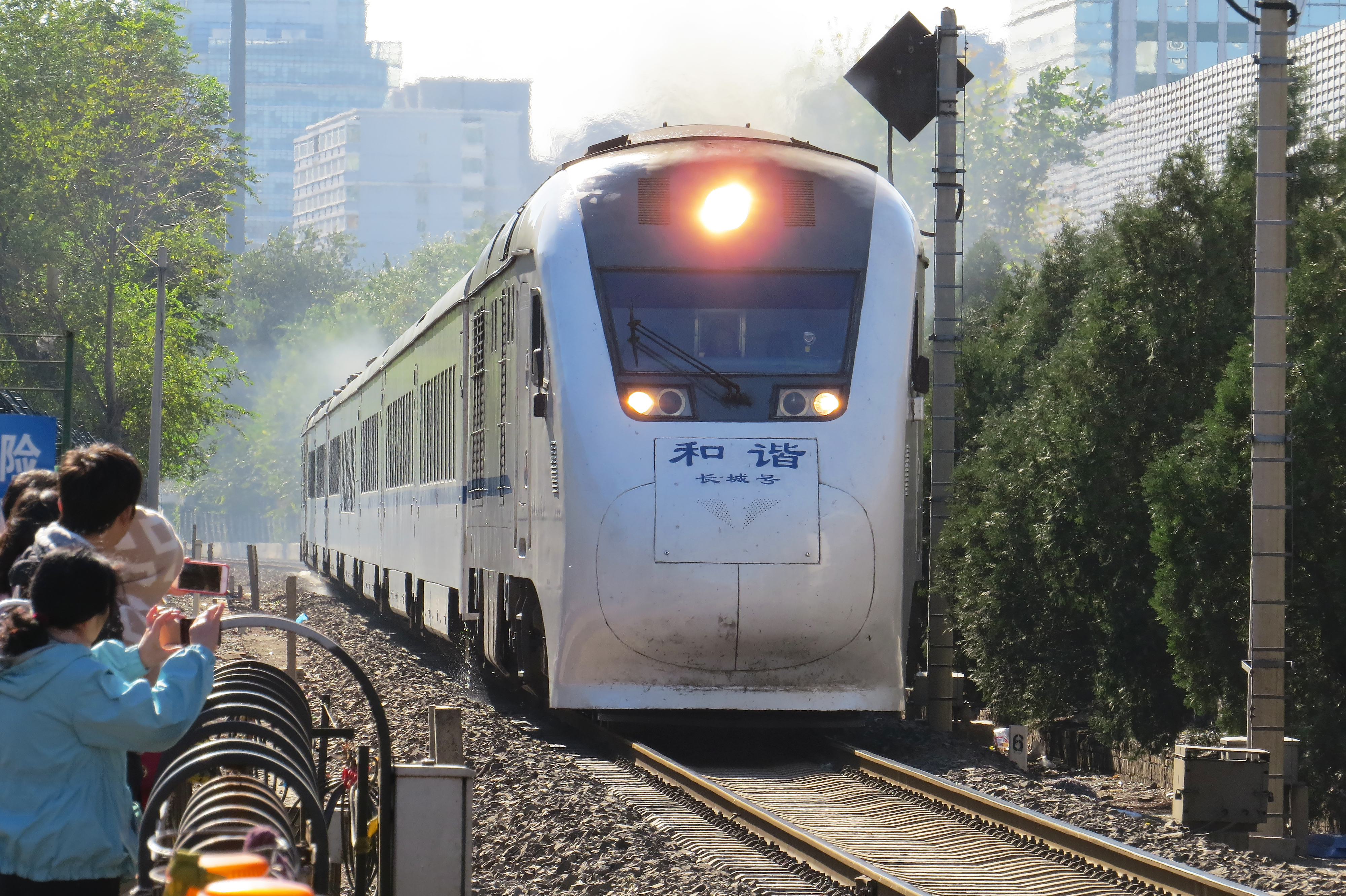
2016年10月31日京包铁路北京城区路段运营的最后一日，大量铁道迷和北京市民前往京包铁路五道口拍照留念

1998年1月，北京站至北京东站区段增建第二线工程开工，于6月11日完工。工程增铺新线5公里，将原单线区段改为复线。同年10月，部分原先经由京包线关沟段的旅客列车开始改经丰沙线运行。
2008年底，大同至包头段完成电气化改造及部分区段裁弯取直工程，内蒙古自治区境内列车运行时速进一步提升。
2011年4月28日，张集铁路通车，京包线上部分旅客列车不再绕经大同（至2018年4月10日）。2012年12月3日，集包第二双线建成通车。这段铁路与京包线集包段基本平行。自通车之日起此段绝大部分旅客列车转至集包第二双线运行。
2016年11月1日起，为配合京张城际铁路北京枢纽清华园隧道的施工，京包铁路北京北站至清河站区间停运，以为隧道的施工腾出场地。受此影响，原在北京北站办理客运业务的列车转移至昌平北站和黄土店站作业，同时关闭清华园站。
2018年4月10日起，为配合唐呼铁路张集段开行万吨重载列车，原经由张集铁路的所有客运列车全部转移至京包铁路绕行大同，同时停运部分列车。配合调整的还有京包铁路昌平站至沙城站的三对普速列车：K1595/6改走丰沙铁路进北京西站同时车次改为K395/6、1458/5/6/7缩短至昌平北同时车次改为K1018/7、K276/3/4/5变更经由至集通铁路，从此京包铁路关沟段的长途客运列车全部停运，仅剩余北京市郊铁路S2线在此运行。
2019年底，为配合京张城际铁路开通，京包铁路进行里程调整，昌平站至沙河站普速线路被并入双沙铁路，京包铁路实际起点缩短至昌平站南咽喉3#道岔。
2020年7月至9月，为提升运输效率，解决客货列车交叉干扰问题，对葫芦站西侧线路进行疏解改造工程。同年10月11日，京包铁路昌平至葫芦段与集包铁路第二双线葫芦至台阁牧段合并为京包铁路，原京包铁路葫芦至包头段与张唐铁路、张集铁路、集包铁路第二双线古营盘至葫芦段合并为唐包铁路，相关线路的运价里程重新计算。京包铁路实际终点缩短至台阁牧站（可经由联络线至瓜房子站接入原线路）。

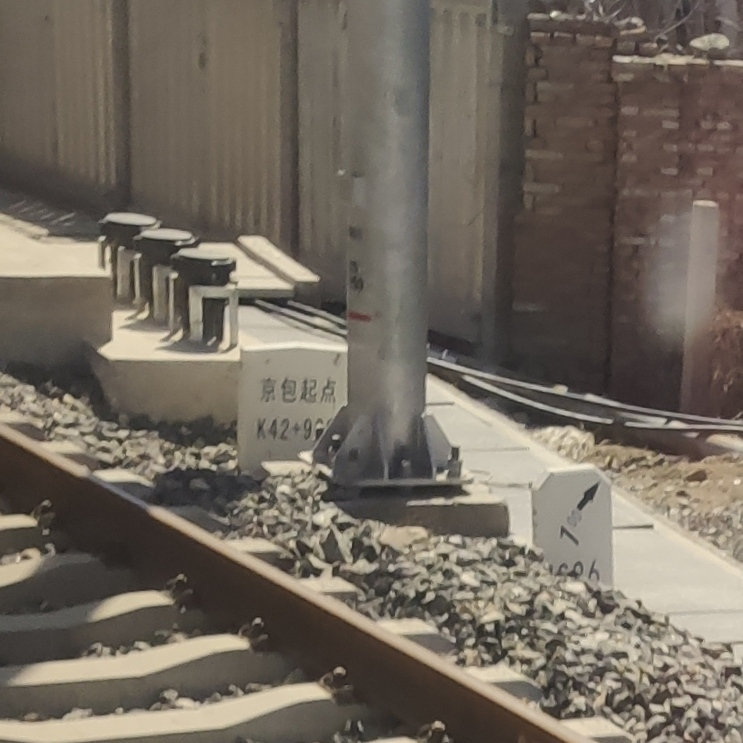
位于昌平站南咽喉的京包线起点标志 (K42+928)

## 全线车站概况
2020年10月前，京包铁路自北京北站起，至包头站止，全线共设有车站90座（不含支线、联络线上车站）。其中特等站1座（大同站），一等站6座（北京北站、沙城站、宣化站、呼和浩特站、包头东站、包头站），二等站4座（北京朝阳站、南口站、张家口站、集宁南站），三等站14座，其余为四等站及五等站。
京包铁路全程跨越北京市、河北省、山西省、内蒙古自治区四个省级行政区。北京市境内共设站13座，河北省境内设站17座，山西省境内设站13座，内蒙古自治区境内有车站47座。

## 所属路局
京包铁路全线分别归属北京铁路局、太原铁路局和呼和浩特铁路局三个路局管辖。
其中自北京北站至河北省境内的郭磊庄站区段归属北京铁路局管辖，线路全长约240公里。管内共设有车站28座，包括一等站3座、二等站2座、三等站9座、四等站15座。管内28座车站全部位于北京市和河北省张家口市境内，其中北京市境内车站13座，张家口市境内车站15座。
自郭磊庄站的下行车站柴沟堡站开始，至山西省境内的古店站区段归属太原铁路局管辖，线路全长约150公里。管内共设有车站13座，包括特等站1座、三等站1座、四等站10座、五等站1座。管内13座车站全部位于河北省张家口市和山西省大同市境内，其中张家口市境内车站2座，大同市境内车站11座。
自古店站的下行车站孤山站开始，至线路终点包头站区段归属呼和浩特铁路局管辖，线路全长约440公里。管内共设有车站49座，包括一等站3座、二等站1座、三等站5座、四等站21座、五等站19座。管内49座车站全部位于山西省大同市和内蒙古自治区乌兰察布市、呼和浩特市、包头市境内，其中大同市境内车站2座，乌兰察布市境内车站25座、呼和浩特市境内车站13座、包头市境内车站9座。
京包铁路全线列车的运营工作，包括车站货运业务管理、货运和客运的计划与收入、列车运行监控等，分别由北京、太原、呼和浩特三个铁路局下辖的北京车务段、张家口车务段、大同车务段、集宁车务段、包头车务段负责。

## 旅行时间及票价
截至2020年3月，行驶于京包铁路北京至包头间的普速旅客列车每日共计有13对，丰台站至沙城站之间均经由丰沙线运行。
乘坐列车Z179次（经丰沙线）在北京西至包头间的旅行时间约为10小时55分，途经宣化、张家口、大同、集宁南、呼和浩特东、包头6站。全程票价为：硬座票人民币105元 硬卧中铺184元 软卧上铺285元。

## 国际联运客车情况

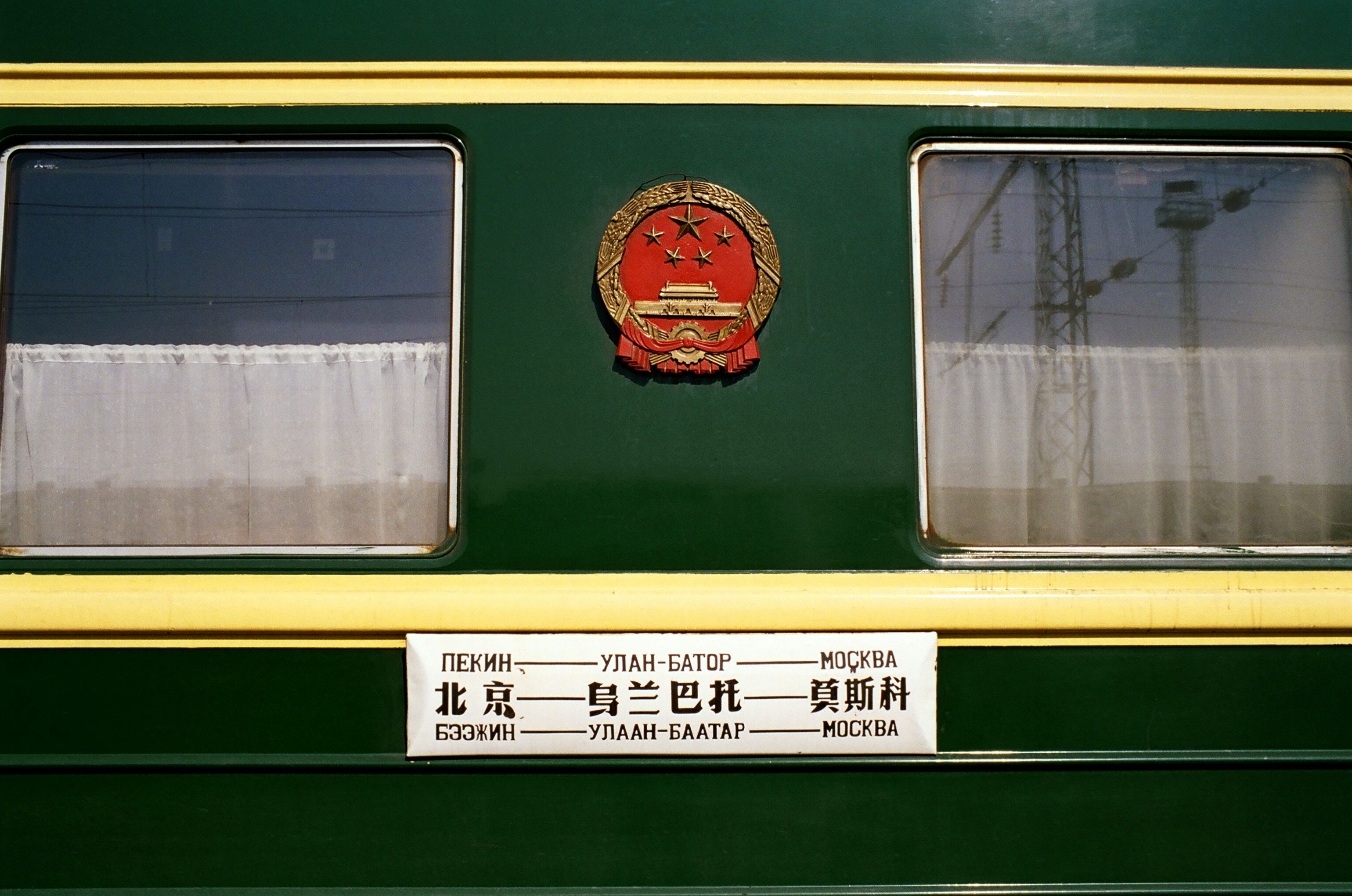
途经京包铁路的北京-乌兰巴托-莫斯科的国际联运K3/K4次列车

北京-乌兰巴托-莫斯科国际联运旅客列车（K3/4次），开行于1959年6月4日。每周开行一对，开通时由前苏联方面担当运营，1960年5月24日后改为中铁组织营运。由北京开往莫斯科的国际联运列车，每周三发车，到莫斯科需时5天半。K3/K4次列车均行经京包铁路沙城站至孔家庄站及古营盘站至集宁南站区段，由集宁南站转集二铁路出境。联运列车在京包铁路上只经停原张家口南站和集宁南站。在2006年第六次铁路提速以前，K3次列车从北京站出站后经东北环线-京张铁路关沟段运行至张家口，2006年改行丰沙铁路。

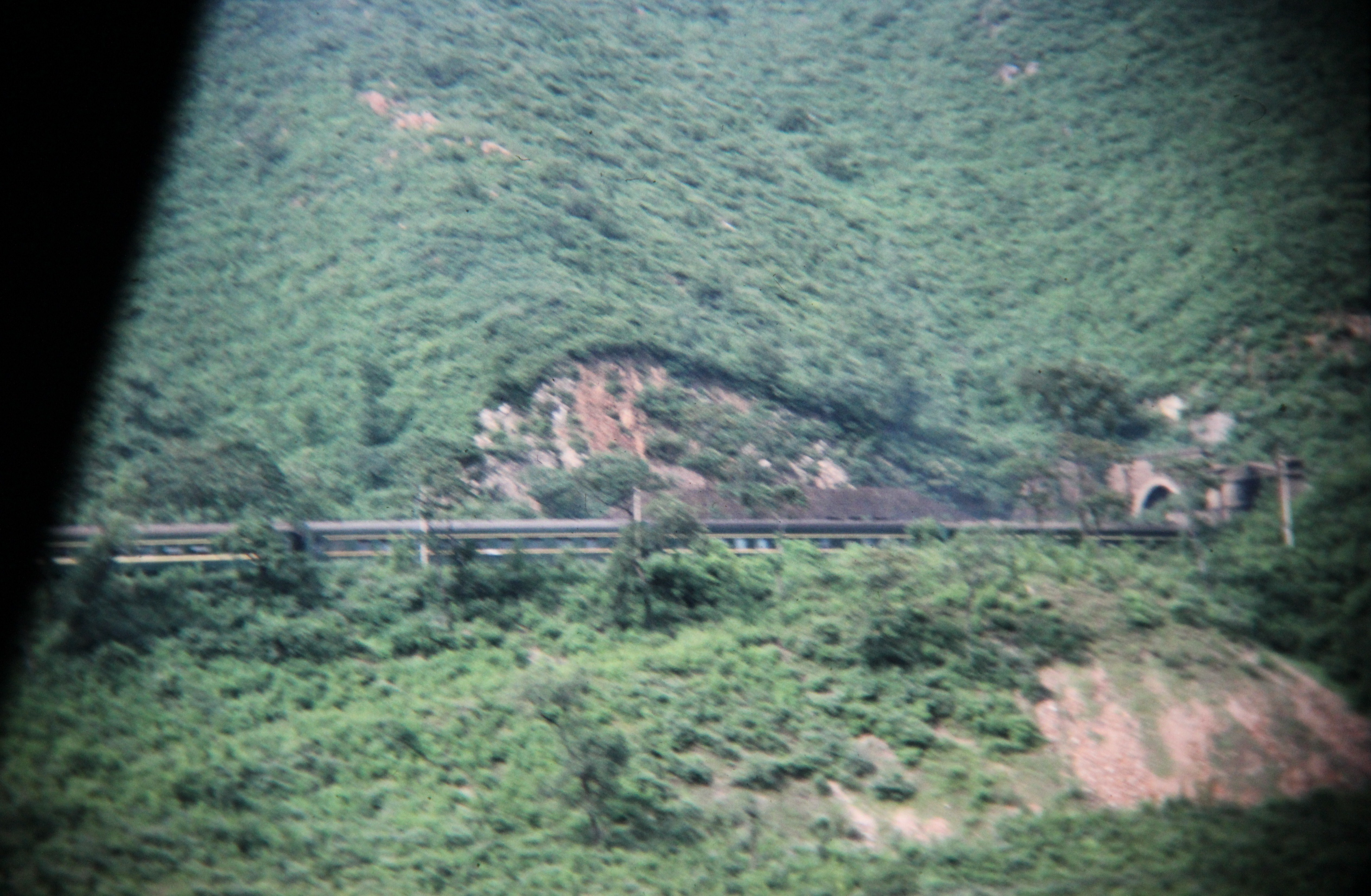
3/4次列车行驶于京张铁路关沟段，摄于1991年

北京-乌兰巴托国际联运旅客列车（K23/24次、89/90次），开行于1956年1月4日，1975年7月15日起，客车运营组织由中铁改为蒙古方面负责。每周开行一对。1985年7月2日，原89/90次列车停运，同日开通K23/K24次国际联运旅客列车，由中铁组织营运。1986年6月5日后，该对列车的营运工作改为中铁与蒙铁轮流但当。每周二和周六由北京发车，到乌兰巴托止，全程约需30个小时。列车均行经京包铁路沙城站至孔家庄站及古营盘站至集宁南站区段，由集宁南站转集二铁路出境。联运列车在京包铁路上只经停原张家口南站和集宁南站。
呼和浩特-乌兰巴托国际联运旅客列车（现4652/4653次、4654/4651次，原车次曾使用602/601次、215/216次），开行于1990年5月31日。1991年4月28日起，客车运营组织由蒙铁改为中铁、蒙铁共同负责。原为每周开行一对，中铁担当一趟后，改为每周两对。中铁担当的4652/4653次列车每星期五由呼和浩特发车，每星期日到达乌兰巴托站；4654/4651次列车每星期一由乌兰巴托发车，每星期二到达呼和浩特站；蒙铁担当的4652/4653次列车每星期一由呼和浩特发车，每星期三到达乌兰巴托站；4654/4651次列车每星期五由乌兰巴托发车，每星期六到达呼和浩特站。列车行经京包铁路呼和浩特站至集宁南站区段，由集宁南站转集二铁路出境，在京包铁路上只停呼和浩特站和集宁南站。

## 快速运输通道建设
京包铁路集宁至包头段增建第二双线工程于2009年4月1日开工，于2012年11月30日开通运营。该工程完成后，与张家口至集宁间的张集铁路形成京包间快速运输通道，北京与包头间的旅客列车全程旅行时间由原13小时缩短至8小时，对于推动铁路沿线地区经济社会发展具有十分重要的意义。2018年4月10日起，张集铁路不再承担客运任务，京包快速运输通道只可能依赖2019年12月30日全线通车的京张城际铁路及呼张客专和集包第二双线呼包段（京包客运专线）实现。

## 与其它铁路线的连接

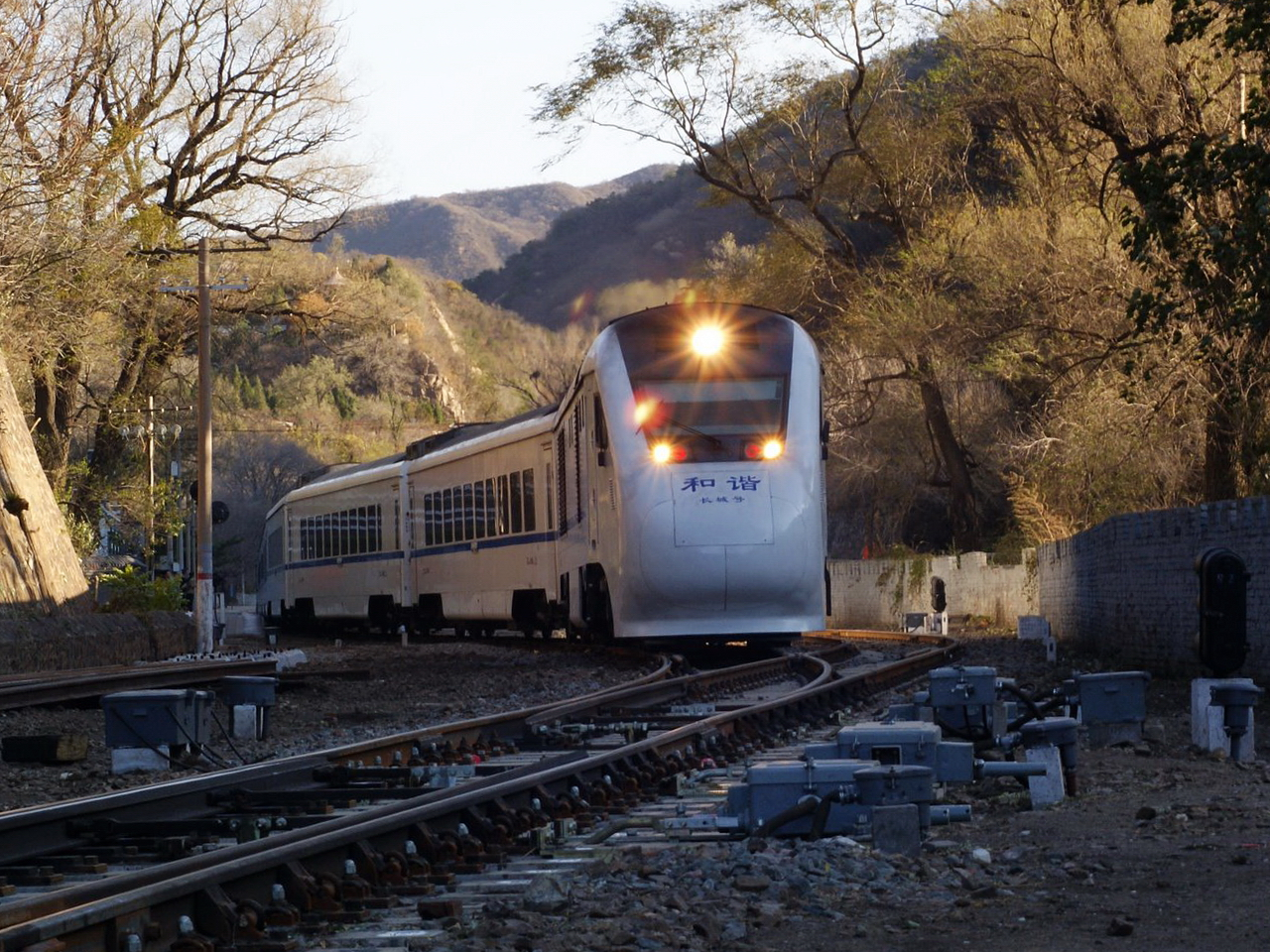
由延庆返京的S2线列车在青龙桥站换向

京包铁路起点在昌平站南咽喉，与京包客运专线京张段和东北环线连接。东北环线可通至沙河站、黄土店站，并在北京朝阳站与京沈客运专线连接。
在昌平站北侧，京包铁路可连接京包客运专线京张段和京通铁路。
现今京包铁路北京北站至康庄站区段是北京市郊铁路S2线线路，S2线在西拨子-康庄间与京包铁路分离，通往延庆站方向终止。
在河北省境内狼山站与土木站区段，京包铁路下穿大秦铁路，但并没有联络线与其相接。
沙城站是京包铁路重要的枢纽站之一。在这里，京包铁路与丰沙铁路、地方铁路沙蔚铁路连接，并有联络线连接至大秦铁路。
在宣化站可连接至宣庞铁路和宣烟铁路。
在沙岭子站可连接至正在建设中的张蓝铁路（张家口-正蓝旗），预计这条铁路将于2013年完工。
在张家口站，连接了张家口联络线，即原京张铁路尾段，出张家口站后，京包铁路继续向西，而张家口联络线则折向北，至10公里之外的老张家口站 (1909年通车)终止。张家口站也是在建中的京张城际铁路的终点和大张客运专线、呼张客运专线的起点。
京包铁路孔家庄站正在逐步成为新的枢纽站，2011年4月28日建成通车的张集铁路即在此站与京包铁路相通。张集铁路即为京包铁路裁弯取直线，开通后列车将不必绕行大同，使张家口、集宁间运输距离缩短126公里。另外，于2010年开工建设的张唐铁路（张家口-唐山曹妃甸港），也是以孔家庄站为起点。
在山西省境内，通过大同东站，京包铁路可连接至大秦铁路及大准铁路。
在大同站可与同蒲铁路、口泉铁路、云岗铁路连接。
内蒙古自治区境内，丰镇站可连接大准铁路，古营盘站可连接张集铁路。
集宁南站使京包铁路可连接至集二铁路，打通了中国、蒙古、俄罗斯间的铁路通道。另外还可连接至内蒙古地区重要的草原铁路东西干线集通铁路。
在包头站与众多铁路相接，包括包兰铁路、包神铁路、包白铁路、包西铁路等线路，并有包头铁路枢纽环城铁路连接。

## 事故
- 1984年10月29日，4次国际联运列车经由京包铁路运行至土木站内无人看守道口处时，由于一辆拖拉机抢道，列车停车不及与拖拉机相撞，事故造成拖拉机上4人死亡，列车机后3至10位车辆脱轨，中断京包铁路正线行车40小时08分，直接经济损失293万元人民币。
- 2004年7月3日上午，一列火车在京包铁路北京段撞上抢行的货车尾部，事故导致两死一伤，铁路停运近20分钟。
- 2004年10月8日凌晨，京包铁路河北沙城段，一名中年男子卧轨自杀身亡。
- 2007年8月18日下午，一列货运列车在孔家庄站区段因轮轴断裂，在行驶中发生出轨事故。两节车厢侧滑到轨道以外，列车从出轨的车厢处断开，事故中无人员伤亡。该事故导致上行方向中断行车数小时[9]。
- 2009年1月3日，由北京开往蒙古国首都乌兰巴托的K23/24次列车行驶至堡子湾站附近时发电车起火，并无人员伤亡[10]。
- 2009年6月5日，北京黄村站开往乌鲁木齐站的中铁快运X183次行邮专列通过堡子湾站时发生火灾，幸无人员伤亡[11]。
- 2010年3月19日，在建中的集包段第二复线工程新旗下营隧道施工现场发生塌方事故，塌方长度约20米左右，有10名人员被困[12]。
- 2010年5月3日22时许，在建中的集包段第二复线工程二道河1号铁路隧道施工现场民工工棚发生火灾，造成10人死亡，14人受伤[13]。

### 引用
1（页面存档备份，存于）（页面存档备份，存于）
1. ↑  王嵬. . 北京: 中国铁道出版社. 2017: 12,36. ISBN 978-7-113-22633-6.
2. ↑  . 生活时报. 1998-09-30  [2015-10-15]. （原始内容存档于2016-11-20）.
3. ↑  . 人民铁道网. 2016-10-13  [2016-10-31]. （原始内容存档于2021-01-02）.
4. ↑  . nm.cnr.cn.   [2023-04-04]. （原始内容存档于2023-04-05）.
5. ↑  网易. . www.163.com. 2020-09-29  [2023-04-04]. （原始内容存档于2023-04-04）.
6. ↑  国铁集团. . 铁客电[2020]139号.   [2021-04-27]. （原始内容存档于2021-04-29）.
7. ↑  中国国家铁路集团有限公司. . 铁路客货运输专刊 (中国铁道出版社). 2020, (05): 25–31. ISBN 978-7-113-26798-8.
8. ↑  . 新华网.   [2019-09-19]. （原始内容存档于2016-03-04）.
9. ↑  . 燕赵都市报. 2007-08-20  [2019-09-19]. （原始内容存档于2007-10-24）.
10. ↑  . 腾讯网. 2009-01-04  [2019-09-19]. （原始内容存档于2009-08-03）.
11. ↑  . 2009-06-05  [2019-09-19]. （原始内容存档于2012-09-18）.
12. ↑  . 北京晨报. 2010-03-21  [2019-09-19]. （原始内容存档于2010-03-25）.
13. ↑  . 新浪网. 2010-05-06  [2019-09-19]. （原始内容存档于2021-01-02）.